# El pintor Francisco de Goya
El pintor Francisco de Goya es uno de los cuadros más conocidos del pintor español Vicente López y también uno de los retratos más vistos de Goya. Se trata de un óleo sobre lienzo sobre fondo verde. Mide 95,5 cm de alto y 80,5 cm de ancho. Fue pintado en 1826. Se encuentra en el Museo del Prado, Madrid, España. 
Este cuadro es representativo del arte del pintor neoclásico Vicente López, retratista de corte de Fernando VII. Aprovechó un viaje que hizo Goya a Madrid, entonces exiliado en Francia (de mitad de mayo a primeros de julio de 1826), para retratarlo.
El retrato muestra a Goya, con 80 años de edad, sentado y sujetando unos pinceles y una paleta. En el caballete a su lado, está pintada la dedicatoria de López: López a su Amigo Goya.
La Academia de San Fernando madrileña posee una copia muy fiel de este retrato, pintada por Rosario Weiss, ahijada de Goya.